# Christian Zock
Guy Christian Zock À Abep, né le 6 mai 1994 à Yaoundé (Cameroun), est un footballeur international camerounais, qui évolue au poste de milieu de terrain au sein du club suisse du FC Sion.
Christian Zock est surnommé "Pépé" au Cameroun.

## Biographie

### Carrière en club
Le 19 mars 2020 il est licencié du FC Sion pour avoir refusé d'être mis au chômage technique, à la suite de la pandémie de coronavirus.

### Carrière en sélection
Il joue son premier match en équipe du Cameroun le 25 mars 2015, en amical contre l'Indonésie (victoire 0-1).

## Palmarès
- Vice-champion du Cameroun en 2014 avec le Cosmos de Bafia